# Botvid Kihlman
Paul Botvid Kihlman, född 1 mars 1930 i Finja, Skåne, är en svensk målare och grafiker. 
Kihlman studerade vid Otte Skölds målarskola 1949-1950 samt i Paris och Spanien. Separat har han ställt ut på Galerie Æsthetica och Färg och Form i Stockholm, Konstnärscentrum i Malmö och på Trelleborgs museum. Han har medverkat i samlingsutställningar med Skånes konstförening och på Ystads konstmuseum, Vikingsbergs konsthall och Landskrona konsthall. Han tilldelades Statligt konstnärsbidrag 1975, 1977, 1978 och 1980. Hans konst består av exotiska fantasilandskap och miljöbilder i olja eller akvarell samt landskap från sydkusten och Spanien i färglitografi. Han medverkade som rekvisitör och spelade en mindre roll i Ingenjör Andrées luftfärd 1982 och en mindre roll i Sagolandet 1988. Kihlman är representerad vid Statens konstråd, Trelleborgs museum, Malmö kommun, Stockholms kommun, Landskrona kommun och i ett flertal landsting.